# Vino de Uruguay

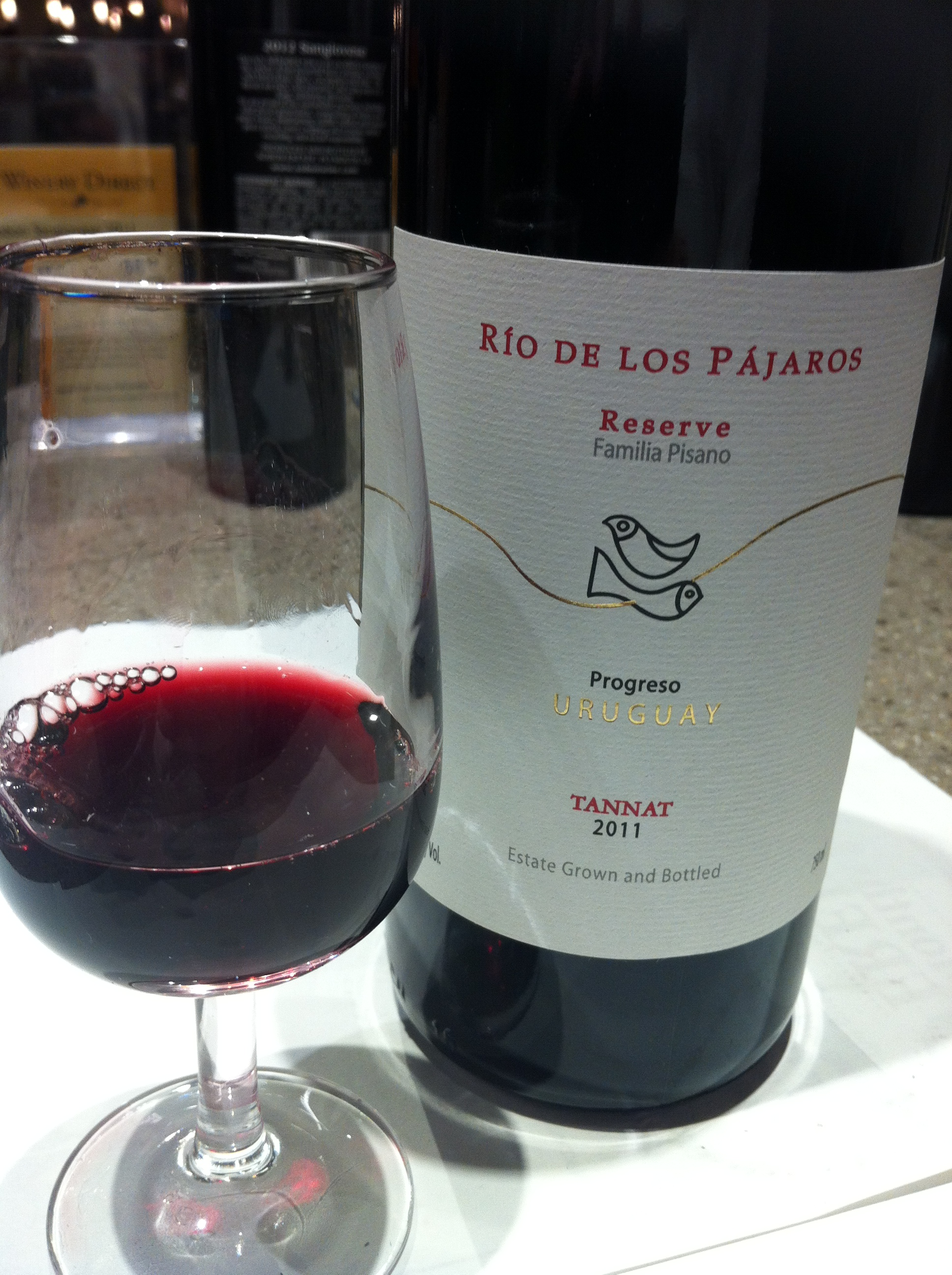
Vino tinto de Uruguay elaborado a partir de la uva Tannat.

El vino de Uruguay es cultivado en tierras particularmente adecuadas para el cultivo de la vid. Situado en la misma latitud que las mejores áreas cultivables de Argentina, Sudáfrica y Australia –entre 30° y 35° sur- es posible cultivar la vid en todo su territorio.
Las primeras cepas llegaron a la Banda Oriental de la mano de los colonizadores españoles. Ellos plantaron la vid, junto al olivo y al nogal a mediados del siglo XVII, dando comienzo a la historia del vino en el país.[cita requerida]

## Geografía
En Uruguay se cultiva la vid en un clima de tipo templado, con temperaturas promedio de 17 °C, precipitaciones promedio anuales de 1055mm, sol, inviernos fríos y veranos cálidos y secos, de noches frescas.
Oficialmente existen nueve zonas vitivinícolas: el Norte, el Litoral Norte, el Noreste, el Litoral Sur, la zona Central, y Central Este, el Sudoeste, el Sur y el Sudeste.[cita requerida]
- La zona Sur, donde se concentra el 90% de los viñedos, posee un clima de alta influencia marítima y tierra moderadamente profunda, de textura fresca.
- La zona Sudoeste, con un 5% de los viñedos del país, y la zona Litoral Sur, están influidos por el Río Uruguay. La tierra es de mayor profundidad y poseen un excelente drenaje.
- Las zonas Central y Central Este constituyen la cuenca sur del Río Negro, con tierras que combinan finas texturas, piedras y un clima excelente.
- Las zonas Norte y Noreste (los departamentos de Artigas, Salto y Rivera), poseen un clima de mayor calidez y sus tierras de textura liviana resultan muy apropiadas.

El sector vitivinícola, que representa el 15% de la producción agrícola doméstica, continúa desarrollándose.

### Regiones vitivinícolas
La mayoría de los viñedos y bodegas se encuentran en las colinas al norte de la capital Montevideo, sobre todo en los departamentos de Canelones, Montevideo, Colonia y San José. Con la desaparición de los viñedos en Flores, Río Negro y Treinta y Tres, aproximadamente desde 1989-2007, en la actualidad hay viñedos en 15 de los 19 departamentos.
|  | 115 |

| 5, | 046 |

|  | 563 |

|  | 89 |

|  | 49 |

|  | 10 |

|  | 252 |

| 1, | 073 |

|  | 172 |

|  | 47 |

|  | 8 |

|  | 58 |

|  | 502 |

|  | 11 |

|  | 28 |

## Historia
La historia de la industria vitivinícola y la uva se remonta a mediados del siglo XVII, aún antes de la independencia nacional, cuando Uruguay era conocido como la Banda Oriental. Las primeras cepas fueron traídas desde España y se plantaron en el sudoeste del país. Estas primeras plantas, probablemente Moscatel, crecían sobre enrejados, produciendo uvas para consumo de mesa y de vino en familia. Esta fue también la situación durante la mayor parte del siglo XVIII.
Ese fue el marco reinante hasta 1825, año en el que Uruguay es declarado estado independiente. Entre las primeras políticas se favorece a hombres con espíritu innovador a hacerse intérpretes de las demandas del mercado mundial, marcando el comienzo de la primera modernización y dando inicio a la industria.
La temprana era preindustrial fue seguida por una etapa de transición en la que se incrementó el número de los viñedos, aún sin alcanzar un nivel comercial significativo. Este incremento se debió, en gran medida, a las condiciones favorables que otorgaba un estado recientemente independizado en 1825, llevando a la consolidación de una tradición nacida dos siglos atrás.
No fue hasta 1870 que el cultivo comenzó a ser visto como una empresa comercial viable, por Don Pascual Harriague, un inmigrante vasco con inquietudes empresariales. Con plantas tannat de origen francés, traídas desde Concordia, provincia de Entre Ríos, Argentina, Harriague inició su cultivo en 200 hectáreas en La Caballada, ubicada en el norte del país. Esta variedad, el Tannat, tomó luego el nombre de Harriague, en honor del pionero de la industria vitivinícola uruguaya, y su vino es considerado el de mayor tradición de Uruguay, siendo un vino criollo de color oscuro, casi negro y robusto.
Casi al mismo tiempo, Francisco Vidiella comenzó a plantar otras variedades de origen europeo al sur del país. La francesa Folle Noire, conocida inicialmente como uva Peñarol y luego llamada Vidiella, fue elegida para su cultivo en Colón, un pequeño pueblo que es hoy parte de Montevideo. La primera cosecha fue el 25 de febrero de 1883, en un viñedo de 36 hectáreas y motivó la celebración de la primera fiesta nacional de la vendimia. Allí don Francisco manifestó en su discurso:

Por el momento, basta con que podamos decir al mundo civilizado que la viticultura nacional está ya vinculada y sellada en el rico y sagrado suelo de la República Oriental del Uruguay. ¿Hay algo más hermoso señores que brindar por la patria con sus propios vinos?
Francisco Vidiella

Hacia 1880 una tercera cepa se suma a la escena vitivinícola uruguaya. La francesa Gamay Noire fue cultivada en la zona montevideana de Carrasco y se le llamó borgoña; luego también cultivada en el área de Colón. La variedad Cabernet comenzó a cultivarse también en esta etapa.
En aquellas épocas se cultivaban además otras variedades: las españolas Bobal, Garnacha y Monastrel; las italianas Barbera, Nebbiolo, Isabella o “frutilla”; y otras variedades francesas, españolas y americanas cultivadas en la zona de Maldonado, en el sudeste del país, sin dejar de mencionar la Gewürztraminer en el oeste del departamento de Colonia.
El 17 de julio de 1903 la primera Ley Vitivinícola fue aprobada en Uruguay, reglamentándose la producción y comercialización del “vino natural”, y al año siguiente comienzan los controles de calidad y se censa la producción. Apoyada en un marco legal adaptado de forma realista a la situación empresarial, la industria vitivinícola inició una visible etapa de consolidación. En esta época, el gobierno uruguayo decidió entregar premios a los mayores productores nacionales de vinos. Fueron Vidiella y Harriague quienes ganaron el primer premio del estado en 1884.
El control de calidad y la iniciación del registro de datos y censo de producción en 1904, la posterior enseñanza de la vitivinicultura en la Facultad de Agronomía de la Universidad de la República y en la Escuela de Vitivinicultura, junto con el crecimiento de las empresas nacionales durante la primera mitad del siglo XX, marcan la consolidación de la actividad vitivinícola como una empresa viable y redituable. Esto explica el fenómeno que se produjo en los años 1950 donde luego de un constante crecimiento del sector se dio un récord histórico de 19,000 hectáreas y más de 80 millones de plantas fueron cultivadas.
Dos décadas más tarde, por el impulso de los vitivinicultores, se modernizan los viñedos y las bodegas con el objetivo de trabajar con cepas de mayor calidad enológica.
En 1987 se creó el Instituto Nacional de Vitivinicultura (INAVI) dirigido por organizaciones privadas y presidido por el Poder Ejecutivo del gobierno nacional, catapultando el sector en el mercado internacional para la exportación de vinos finos.
El prolífero devenir de la historia del vino en Uruguay condujo a que en 2014 se lo reconociera en todas sus gamas, características y tipos, como bebida nacional.

## Reconocimiento internacional
En 1978 expertos franceses llegaron a Uruguay como consultores contratados para trabajar con grupos de vitivinicultores, conscientes de que se encontraban en una encrucijada. Estos expertos visitaron viñedos y bodegas en todo el país, y su conclusión fue clara: se debían hacer cambios a la brevedad. En la actualidad, técnicos involucrados en eventos internacionales conectados con la Organización Internacional de la Viña y el Vino (OIV), se refieren al proceso de reconversión en Uruguay como un proceso a ser seguido por el resto del mundo.
El proceso había comenzado a comienzos de los años '70, con los esfuerzos realizados (y no siempre correctamente integrados) por algunos vitivinicultores que plantaron uvas importadas, clonadas y libres de virus. Se construyeron bodegas especiales para los vinos finos y se tomaron varias otras medidas durante esos años, haciendo que otros vitivinicultores se unieran al movimiento, revitalizando el sector, con el objetivo de producir vinos de calidad.
En 1987, como resultado de una iniciativa empresarial, fue creado el Instituto Nacional de Vitivinicultura (INAVI). El INAVI es una institución pública no estatal, dirigida por las mismas organizaciones empresariales y presidida por el Poder Ejecutivo del gobierno nacional. El éxito alcanzado por el sector, estimuló a las autoridades del Instituto, las que propusieron a Uruguay como sede de un nuevo congreso de la OIV, el que tuvo lugar en Punta del Este en 1995. El mismo contó con la asistencia de más de 500 participantes de 34 países.
El reconocimiento alcanzado en numerosos concursos internacionales, el crecimiento de las exportaciones de vinos uruguayos y la profundidad de los procesos de reconversión, son el resultado de un incansable espíritu innovador que los inmigrantes europeos transmitieron a las nuevas generaciones en sus propias familias.

## La cepa Tannat

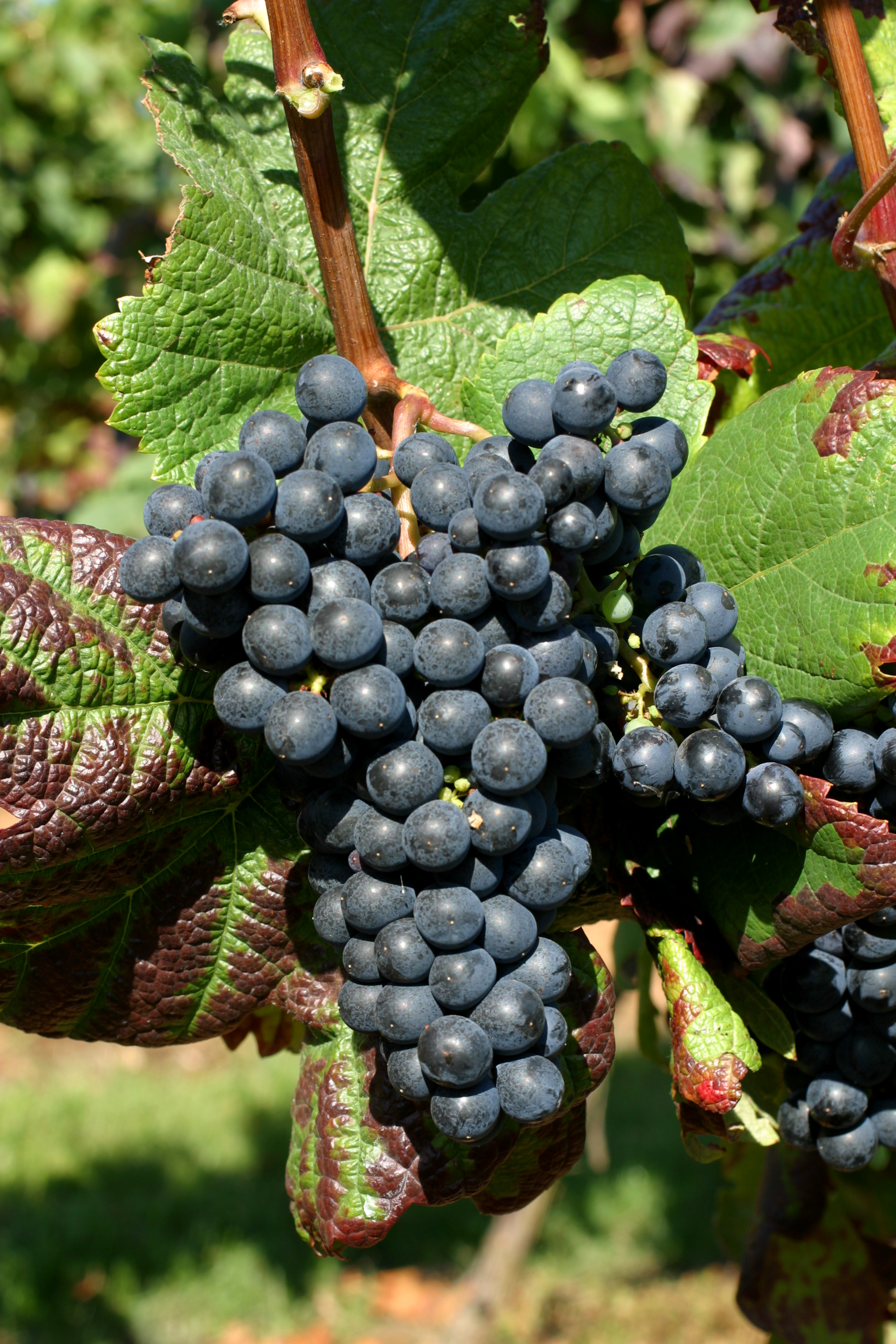
Racimo de cepa de uva Tannat.

El Tannat es el vino varietal que inició la producción vitivinícola del Uruguay a escala comercial. En 1870, Don Pascual Harriague, buscando una cepa que se adaptara al suelo y clima locales, introdujo al país numerosas variedades de uva. Una de estas, la variedad Tannat originaria del sur de Francia, Los primeros sarmientos fueron introducidos en Argentina, por otro Francés de origen vasco don Juan Jauregui e implantadas en Concordia Argentina, la variedad se conocía en esa región como "Lorda", Don Juan entregó varios sarmientos a Don Pascual, y probó ser extremadamente exitosa y llevó a la producción de un vino sumamente atractivo para los consumidores de la época.
Algún tiempo después, Harriague obtuvo el premio al mejor vino producido en el país, específicamente, por su vino Tannat. Por este motivo, desde 1877, el Tannat se conoce como el “Vino Uruguayo”. Desde sus comienzos, entonces, el vino Tannat ha presentado las cualidades técnicas de color y estructura que le dan su valor enológico. Los Tannat son vinos tánicos, de taninos suaves y tiernos, y un atractivo color.
Uruguay es el único productor en el mundo donde existen viñedos significativos en cantidades aun mayores que en su tierra nativa: Madiran e Irouléguy, sudoeste de Francia.[cita requerida] En Uruguay, la superficie plantada de esta variedad, representa un tercio de los viñedos.[cita requerida] El vino Tannat presenta dos principios enológicos básicos: calidad y características locales. Esto ha conducido al creciente reconocimiento de Uruguay como país productor de vinos de calidad. La “identidad” obtenida con el vino Tannat, abrió los mercados internacionales a otras variedades de vinos uruguayos.
El vino Tannat se expresa perfectamente solo, pero presenta también combinaciones de características particulares, en cortes con otras variedades. Esto da como resultado una gran diversidad; Tannat-Cabernet Sauvignon, Tannat-Merlot, Tannat-Cabernet Franc. También se ha comenzado a elaborar vino Tannat en barricas de Roble. Todo esto significa que solo o en combinación con otras variedades, el Tannat se expresa magníficamente.

## Otras variedades de uva
El Moscatel es una variedad con una producción tan significativa como la de Tannat en Uruguay. Variedades importantes en Uruguay, pero con menos superficie plantada que Tannat y Moscatel son las variedades tintas Cabernet Sauvignon y Merlot, y las blancas Ugni Blanc, Chardonnay y Sauvignon Blanc.

## Formación técnica
En Uruguay, la formación de los profesionales de la industria del vino así como de la producción de uvas, está a cargo de la Escuela Superior de Enología "Tomás Berreta", ubicada en El Colorado, Las Piedras, Canelones. La escuela comparte espacio con el Museo de la Uva y el Vino, conformando un centro de referencia nacional y regional en el fomento de la actividad vitivinícola y enoturística. El INAVI, organismo rector de la política vinícola del país, se encuentra también dentro del Municipio de Las Piedras.